# 朱守孚
朱守孚（1434年—？），字中孚，湖廣郴州直隸州桂陽縣人，民籍，明朝政治人物。

## 生平
湖廣鄉試第三十九名舉人，成化五年（1469年）中式己丑科會試第一百二十八名，三甲第一百三十九名進士。任刑部郎中。

## 家族
曾祖朱攀麒，陽朔縣主簿；祖父朱思諫，贈右都御史；父朱英，右都御史。弟朱守順、朱守謙、朱守蒙。族弟朱守恕。

## 外部連結
- 朱英款“父子進士”匾 （页面存档备份，存于） 湖南省開元博物館